# 맨 오브 마스크
《맨 오브 마스크》(프랑스어: Au revoir là-haut)는 2017년에 개봉한 프랑스의 영화이다.

## 캐스팅
- 알베르 뒤퐁텔 : 알베르 역
- 나우엘 페레즈 비스카야트 : 에두와르 역
- 로랑 라피트 : 헨리 역
- 닐스 아르스트럽 : 마르셀 역
- 에밀리 드켄 : 마들렌 역
- 멜라니 티에리 : 폴린 역
- 엘로이즈 발스터 : 루이스 역
- 카이안 코잔디 : 뒤프레 역

## 기타
- 수입사 :  미디어소프트

## 수상
- 2017년 제65회 산세바스티안국제영화제 후보 공식 경쟁 부문
- 2017년 제54회 금마장 후보 파노라마
- 2018년 제44회 시애틀국제영화제 후보 현대 세계 영화
- 2018년 제43회 세자르영화제 수상 각색상 - 알베르 뒤퐁텔 외 1명, 미술상 - 피에르 퀘펠린, 의상상 - 미미 렘피카, 촬영상 - 빈센트 마티아스
- 2018년 제36회 뮌헨 국제영화제 후보 스포트라이트
- 2018년 제7회 마리끌레르 영화제 후보 상영작